# Литва на «Евровидении-2013»
Литва участвовала в конкурсе песни Евровидение в 14-й раз и выбирала представителя посредством национального отбора Eurovizijos 2013, организованного Литовским национальным радио и телевидением (LRT). Представлял страну в шведском городе Мальмё победитель национального отбора Андрюс Появис с песней «Something». В финале конкурса по итогам голосования телезрителей и жюри певец получил 17 баллов и занял 22-е место.

## Исполнитель
Андрюс Появис — литовский поп-рок исполнитель, который участвовал в национальном отборочном туре «Eurovizijos-2013».

## Национальный отбор
Полуфиналы состоялись 8 и 15 декабря, а финал 20 декабря 2012 года. В финале отборочного тура принимало участие 7 исполнителей, из которых было выбрано 3 участника Gerai Gerai & Miss Sheep, Girmantė Vaitkutė и Андрюс Появис, которые приняли участие в супер финале.

### Финал
| Номер | Артист                   | Песня                 | Композиторы и авторы                                | Жюри | Телезрители | Голоса | Место |
| ----- | ------------------------ | --------------------- | --------------------------------------------------- | ---- | ----------- | ------ | ----- |
| 1     | Božolė                   | «Happy and Free»      | Andrius Borisevičius, Audrius Balsevičius (к. и п.) | 7    | 4           | 11     | 6     |
| 2     | Ieva & Gabrielius        | «I Fall in Love»      | Raigardas Tautkus (к. и п.), Raimondas J.Nabus (п.) | 5    | 7           | 12     | 5     |
| 3     | Gerai Gerai & Miss Sheep | «War In The Wardrobe» | Vilius Tamošaitis (к. и п.)                         | 8    | 12          | 20     | 2     |
| 4     | Linas Adomaitis          | «I W Tonight»         | Linas Adomaitis (к. и п.), Bjorn Hansen (п.)        | 6    | 5           | 11     | 7     |
| 5     | DAR                      | «Jump!»               | Arvydas Martinėnas (к.), Gorgi (к. и п.)            | 4    | 10          | 14     | 4     |
| 6     | Girmantė Vaitkutė        | «Time to Shine»       | Vytautas Bikas (к. и п.)                            | 10   | 6           | 16     | 3     |
| 7     | Андрюс Появис            | «Something»           | Андрюс Появис (к. и п.)                             | 12   | 8           | 20     | 1     |

### Супер финал
В супер финале победителем стал Андрюс Появис с песней Something.
| Номер | Артист                   | Песня                 | Результат |
| ----- | ------------------------ | --------------------- | --------- |
| 1     | Gerai Gerai & Miss Sheep | «War In The Wardrobe» | 3         |
| 2     | Андрюс Появис            | «Something»           | 1         |
| 3     | Girmantė Vaitkutė        | «Time to Shine»       | 2         |

## На Евровидении

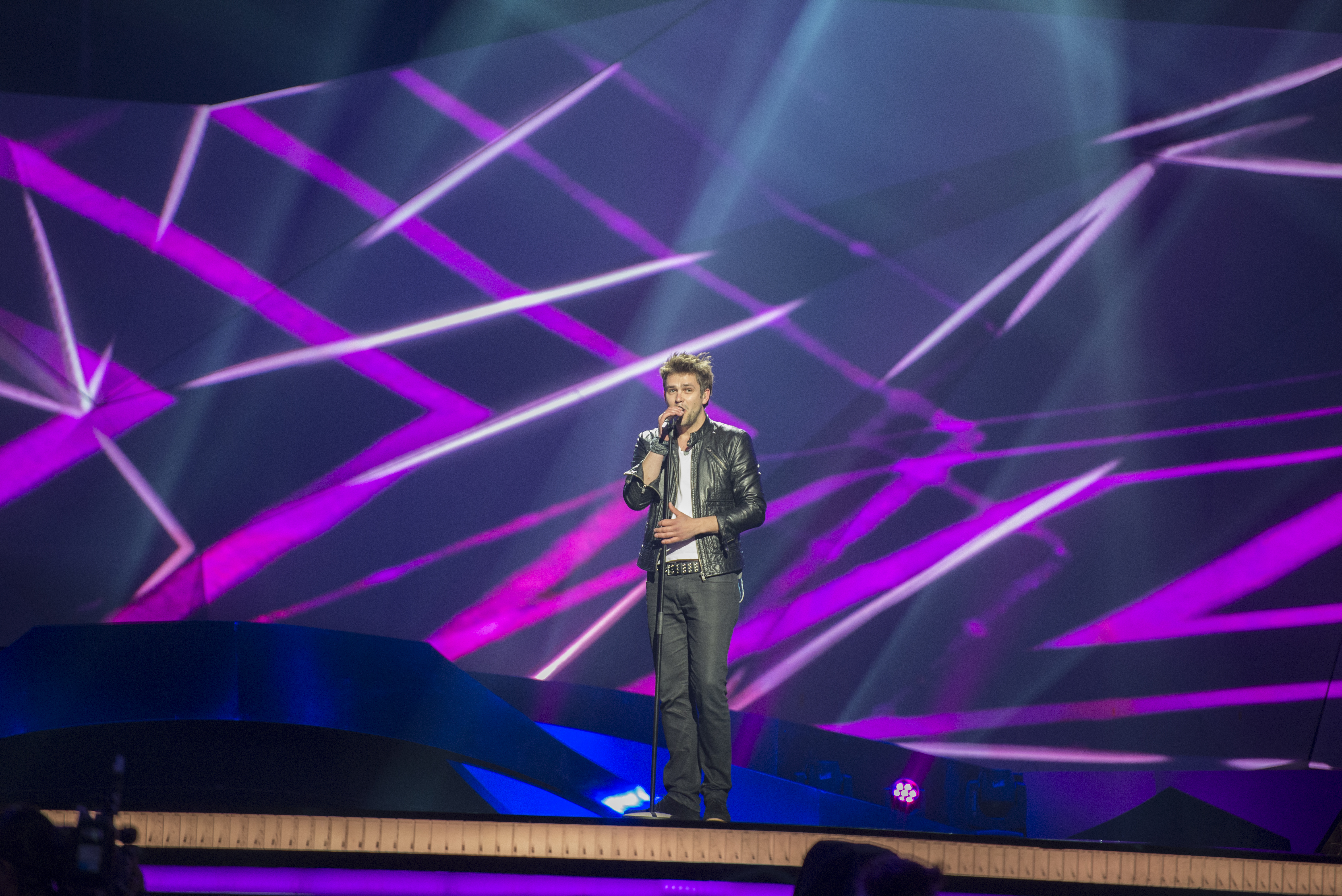
Выступление Андрюса Появиса в первом полуфинале

### Полуфинал
Литва по итогам жеребьевки попала в первый полуфинал, который прошел 14 мая 2013 года. В первом полуфинале, продюсеры шоу решили, что Литва будет выступать под 10 номером — после Черногории и перед Беларусью.
В первом полуфинале, кроме 16 стран-участников, голосовало 3 других государства:  Великобритания,  Италия и  Швеция. По итогам голосования Андрюс Появис получил 53 балла и занял 9 место, что позволило пройти в финал конкурса.

### Финал
В финале конкурса 18 мая 2013 представитель Литвы выступал под 2 номером, сразу после участника из Франции и перед представительницей Молдовы. По итогам голосования жюри и телезрителей Андрюс Появис получил 17 баллов и занял 22 место.
| 12 баллов  | 10 баллов | 8 баллов      | 7 баллов | 6 баллов                      |
| ---------- | --------- | ------------- | -------- | ----------------------------- |
|            |           |               |          | - Италия                      |
| 5 баллов   | 4 балла   | 3 балла       | 2 балла  | 1 балл                        |
| - Беларусь |           | - Азербайджан |          | - Грузия - Ирландия - Украина |

#### Баллы, отданные другим странам
| Голоса телезрителей Литвы в финале | Голоса телезрителей Литвы в финале |
| ---------------------------------- | ---------------------------------- |
| Оценка                             | Страна                             |
| 12                                 | Азербайджан                        |
| 10                                 | Украина                            |
| 8                                  | Грузия                             |
| 7                                  | Россия                             |
| 6                                  | Норвегия                           |
| 5                                  | Венгрия                            |
| 4                                  | Нидерланды                         |
| 3                                  | Эстония                            |
| 2                                  | Дания                              |
| 1                                  | Беларусь                           |